# Lennart Löfgrén
Sven Lennart Hugo Löfgrén, född den 12 november 1919 i Gällö i Revsunds församling, Jämtlands län, död den 27 maj 1999 i Växjö, var en svensk militär.
Löfgrén avlade studentexamen 1939. Han blev fänrik vid Jämtlands fältjägarregemente 1942 och löjtnant där 1944. Efter studier vid Krigshögskolan 1950–1952 befordrades Löfgrén till kapten vid regementet 1952 och major i generalstabskåren 1960. Han var kurschef och lärare vid Militärhögskolan 1960–1965. Löfgrén blev överstelöjtnant och bataljonschef vid Kronobergs regemente 1965 samt överste och chef för regementet 1967. Som sådan lät han anlägga Kosta skjutfält, som invigdes 1971. Löfgrén befordrades till överste av första graden och utnämndes till arméinspektör vid Södra militärområdets stab i Kristianstad 1972. Han pensionerades 1980. Löfgrén medverkade flitigt i facktidskrifter och dagspress, även som ledarskribent i Östersunds-Posten och Smålandsposten. Han invaldes som ledamot av Krigsvetenskapsakademien 1967. Löfgrén blev riddare av Svärdsorden 1961, kommendör av samma orden 1971 och kommendör av första klassen 1974.